# مهدی‌آباد (نظرآباد)
مهدی‌آباد روستایی در دهستان احمدآباد بخش مرکزی شهرستان نظرآباد استان البرز ایران است.

## جمعیت
بر پایه سرشماری عمومی نفوس و مسکن در سال ۱۳۹۵ جمعیت این روستا ۴۵۱ نفر (۱۳۹خانوار) بوده‌است.